# Cruelty and the Beast
Cruelty and the Beast – trzeci album studyjny zespołu Cradle of Filth. Został wydany w 1998 roku. Płyta jest w całości poświęcona Elżbiecie Batory.

## Lista utworów
Opracowano na podstawie materiału źródłowego.
1. "Once upon Atrocity" - 1:43
2. "Thirteen Autumns and the Widow" - 7:14
3. "Cruelty Brought Thee Orchids" - 7:18
4. "Beneath the Howling Stars" - 7:42
5. "Venus in Fear" - 2:20
6. "Desire in Violent Overture" - 4:17
7. "The Twisted Nails of Faith" - 6:50
8. "Bathory Aria: Benighted Like Usher / A Murder of Ravens in Fugue / Eyes that Witnessed Madness" - 11:02
9. "Portrait of Dead Countess" - 2:53
10. "Lustmord and Wargasm (The Lick of Carnivorous Winds)" - 7:30

Singel Twisted Nails of Faith
1. Twisted Nails of Faith - 06:50
2. Twisting Further Nails (The Cruci-Fixion mix) - 05:30

## Twórcy
Opracowano na podstawie materiału źródłowego.
| Zespół Cradle of Filth w składzie - Dani Filth - wokal - Stuart Antsis - gitara - Gian Pyres - gitara - Robin Graves - gitara basowa - Les "Lecter" Smith - instrumenty klawiszowe - Nicholas Barker - perkusja | Dodatkowi muzycy - Sarah Jezebel Deva - wokal - Danielle Cneajna Cottington - gościnnie wokal - Ingrid Pitt - narracja | Produkcja - Mez - okładka, oprawa graficzna - Mark Harwood - orkiestracje, realizacja - Mike Exeter - produkcja muzyczna - Dan Sprigg - inżynieria dźwięku - Jan Peter Genkel - produkcja muzyczna - Stu Williamson - zdjęcia |